# 托马斯·桑德林
托马斯·桑德林（德語：Thomas Sanderling，1942年10月2日—），德国指挥家。他的父亲是指挥家库尔特·桑德林。他的同父异母兄弟是指挥家斯特凡·桑德林和米夏埃尔·桑德林。
桑德林出生于新西伯利亚，在列宁格勒音乐学院的特殊学校学习小提琴开始了他的教育。1960年，他开始在柏林汉斯·艾斯勒音乐学院学习。1962年，在全国指挥比赛中获胜后，他首次担任指挥，随后又跟随汉斯·斯瓦洛夫斯基继续学习。他曾是赫伯特·冯·卡拉扬和伦纳德·伯恩斯坦的助手。
桑德林的职业生涯始于松德斯豪森和赖兴巴赫，1966年被任命为哈雷/萨勒的音乐总监。1978年，他首次在维也纳国立歌剧院演出，之后又在巴伐利亞國立歌劇院演出，1978年至1983年，他在柏林國立歌劇院担任首席客座指挥。1983年，他移居德意志联邦共和国。1984年至1986年期间，他担任阿姆斯特丹爱乐乐团（荷蘭語：Amsterdam Philharmonisch Orkest）的首席指挥和艺术顾问。
桑德林曾担任新西伯利亚模范交响乐团和俄罗斯国家爱乐乐团的首席客座指挥。1992年，他成为大阪交响乐团的音乐总监。他两次获得大阪评论家大奖（英語：Grand Prix of Osaka critics' prize）。乐团授予他终身音乐总监桂冠。2013年5月，桑德林在曼海姆国家剧院指挥了米奇斯瓦夫·魏因贝格最后一部歌剧《白痴》的世界首演，该剧是根据陀思妥耶夫斯基的同名小说改编的。2017年7月，新西伯利亚模范交响乐团宣布任命桑德林为下一任首席指挥兼音乐总监，自2017年8月起生效。
桑德林与德米特里·肖斯塔科维奇的音乐以及肖斯塔科维奇本人有着特殊的关系。肖斯塔科维奇参加了桑德林的莫斯科首演，随后请他指挥了他的第13和14号交响曲的德国首演。桑德林还在作曲家的授权下，首次将这两部交响曲的文本翻译成德语。桑德林在商业上为德意志留声机录制了肖斯塔科维奇的《米开朗基罗组曲》（英語：Michelangelo Suite）等为管弦乐队而作的声乐套曲。